# 一本の鉛筆
「一本の鉛筆」（いっぽんのえんぴつ）は、1974年10月1日に発売された美空ひばりのシングルである。

## 概要
ひばりが1974年の第1回広島平和音楽祭に出演するにあたって、総合演出を担当していた映画監督・脚本家の松山善三が作詞を、主に映画音楽の作曲に携わった佐藤勝が作曲をそれぞれ手がけた。なお、当初は平和音楽祭の実行委員長も務めていた古賀政男が作曲する予定であったが、古賀が体調を崩したため佐藤勝の作曲となった。『一本の鉛筆』と『八月五日の夜だった』は、ともに広島市への原子爆弾投下について描かれた作品である。
ひばりは父の増吉が召集されて、母の喜美枝がその間辛い思いをしていたのをそばで見て育っており、自身もまた横浜大空襲を体験していたこともあって、戦争嫌いだったという。そのようなこともあってひばりは広島平和音楽祭の出演依頼を快諾したという。
リハーサルでは冷房付きの控室が用意されており、広島テレビのディレクターがひばりを冷房付きの部屋に誘導したところ、ひばりは「広島の人たちはもっと熱かったはずよね」とつぶやき、ずっと猛暑のステージのかたわらにいたという。ステージの上からは「幼かった私にもあの戦争の恐ろしさを忘れることができません」と観客に語りかけた。
それから14年が経った1988年、ひばりは第15回の「音楽祭」に2度目の出演を果たした。当時、ひばりは大腿骨骨頭壊死と肝硬変で入退院を繰り返しており、歩くのがやっとの状態で段差を1人で上ることさえ困難な状況だった。ひばりは出番以外の時は音楽祭の楽屋に運び込んだベッドで点滴を打っていた。しかし、観客の前では笑顔を絶やさず、ステージを降りた時には「来てよかった」と語ったという。翌年の1989年6月24日、ひばりは死去した。
2006年8月27日の『24時間テレビ 「愛は地球を救う」』では広島テレビのローカル企画に実妹の佐藤勢津子がゲスト出演し、この曲を歌唱している。

## 収録曲
1. 一本の鉛筆
作詞：松山善三、作曲・編曲：佐藤勝
2. 八月五日の夜だった
作詞：松山善三、作曲・編曲：佐藤勝

## カバー
- 秋川雅史（2010年、アルバム『ファンタジスタ～翼をください～』収録）
- 扇ひろ子
- 大島花子（2014年、アルバム『柿の木坂』収録）
- 大城バネサ（2019年、アルバム『ザ・カバーズ』収録）
- 紙ふうせん（2001年、アルバム『青空と海』収録）
- クミコ（2014年、アルバム『美しい時代のうた ～クミコ コロムビア カヴァーズ～』収録）
- 佐々木秀実（2012年、アルバム『美しき日本のメロディ』収録）
- 沢知恵（2001年、シングル「こころ」カップリング収録）
- 島津亜矢 (2013年、アルバム『SINGER 2』収録)
- 菅原やすのり（2000年、アルバム『すがはらやすのりベストアルバム～21世紀への扉～』収録）
- 天童よしみ（1998年、アルバム『夢歌III ～天童･美空ひばりを歌う～』収録）
- 浜田真理子（2018年、アルバム『LOUNGE ROSES 浜田真理子の昭和歌謡』収録）
- 雪村いづみ（1998年、アルバム『三人娘を唄う』収録）